# ビュジェ (ワイン)
ビュジェ（Bugey）は、フランス南東部の歴史的地方名の一つで、現在はワインの産地名として用いられている。

## 歴史的地方名
現在のローヌ＝アルプ地域圏アン県から、スイスの南西部、ジュネーヴ付近までを含む地域である。

## ワイン
AOCビュジェは、2009年5月28日に、INAO（フランス国立原産地名統制委員会）によって、VDQSワインからAOCへの昇格が認められたワイン産地である。
圏内の67ヶ村、500haの畑で生産されており、白が多いが、赤やロゼ、それにスパークリングワインも作られている。赤ワインは、ブルゴーニュのぶどう品種であるピノ・ノワールとガメ、それにこの地方の固有品種であるモンドゥーズで作られるが、ピノ・ノワール種だけで作られるものもある。白ワインは、シャルドネやピノ・グリなど、いくつかの品種が認められているが、ルーセットという品種で作られるワインは、特有のアロマを持っている。
ジュラのワインを産するジュラ県が北に、ボジョレーやローヌワインを産するローヌ県が西に、サヴォワのワインを産するオート＝サヴォワ県が東に隣接するため、ワインの参考書などでは、ジュラやローヌ、サヴォワのワインの一つとして書かれていることがあるが、ぶどう品種などがそれらと全く違っており、単立のワイン産地とすべきである。
まだAOCに昇格したばかりのため、あまり優れたものは出ておらず、日本にもほとんど入荷していない。